# Adriaan Pieter Wesselman van Helmond
Adriaan Pieter Wesselman van Helmond (Helmond, 30 mei 1908 – Nijmegen, 8 november 1968) was een Nederlandse architect.

## Familie
Wesselman was lid van de adellijke familie Wesselman. Hij was een zoon van jhr. Emile Adriaan Pieter Wesselman van Helmond (1864-1937) en jkvr. Gualteria Anna de Jonge van Zwijnsbergen (1881-1950). Hij trouwde in 1947 met jkvr. Pauline Christine Greven (1916-1966); uit dit huwelijk werden drie kinderen geboren.

## Loopbaan
Samen met J.A.G. van der Steur jr. bezat hij een architectenbureau dat vooral industriële gebouwen ontwierp. Later was hij lid van het ingenieurs- en architectenbureau v./h. J. van Hasselt & De Koning te Nijmegen.
Hij ontwierp diverse watertorens, zoals die van Oss en Akkrum. Ook tekende hij voor de gebouwen van Papierfabriek "Gelderland" te Nijmegen, de uitbreiding van de Amercentrale te Geertruidenberg, en van de Organonfabriek te Oss.
In 1958 ontving hij de culturele prijs van de gemeente Arnhem.